# The Runaways (film)
The Runaways är en amerikansk film från 2010 som handlar om 1970-talsbandet The Runaways, som bestod av endast tjejer. Kristen Stewart och Dakota Fanning har rollerna som Joan Jett och Cherie Currie, medan  Michael Shannon spelar musikproducenten Kim Fowley. Filmen är regisserad av Floria Sigismondi som även skrivit manus (baserat på boken Neon Angel: A Memoir of a Runaway av Cherie Currie).

## Rollista
- Dakota Fanning - Cherie Currie
- Kristen Stewart - Joan Jett
- Scout Taylor-Compton - Lita Ford
- Stella Maeve - Sandy West
- Alia Shawkat - Robin
- Michael Shannon - Kim Fowley
- Riley Keough - Marie Currie
- Hannah Marks - Tammy
- Keir O'Donnell - Rodney Bingenheimer

## Soundtrack
Musiken från filmen släpptes den 23 mars 2010 i USA.
| Låttitel                       | Artist                             | Längd |
| ------------------------------ | ---------------------------------- | ----- |
| Roxy Roller                    | Nick Gilder                        | 2:49  |
| The Wild One                   | Suzi Quatro                        | 2:51  |
| It's a Man's Man's Man's World | MC5                                | 5:13  |
| Rebel Rebel                    | David Bowie                        | 4:31  |
| Cherry Bomb                    | Dakota Fanning                     | 2:19  |
| Hollywood                      | The Runaways                       | 2:58  |
| California Paradise            | Dakota Fanning                     | 2:59  |
| You Drive Me Wild              | The Runaways                       | 3:22  |
| Queens of Noise                | Dakota Fanning och Kristen Stewart | 3:13  |
| Dead End Justice               | Kristen Stewart och Dakota Fanning | 6:36  |
| I Wanna Be Your Dog            | The Stooges                        | 3:13  |
| I Wanna Be Where the Boys Are  | The Runaways                       | 2:57  |
| Pretty Vacant                  | Sex Pistols                        | 3:17  |
| Don't Abuse Me                 | Joan Jett                          | 3:37  |

Filmen innehåller även låtarna "Lady Grinning Soul" av David Bowie, "Fujiyama Mama" av Wanda Jackson, "Do You Wanna Touch Me" av Gary Glitter, "Gimme Danger" av Iggy & The Stooges, "I Love Rock 'n' Roll" och "Bad Reputation" av Joan Jett and the Blackhearts. Kristen Stewart gör även en cover på the Runaways låt "I Love Playin' With Fire" i filmen.